# Janis Ian
Janis Ian   (Bronx i Farmingdale, 7 d'abril de 1951) és una cantautora nord-americana que destaca als anys 60 i 70; el seu major èxit, At Seventeen, forma part del seu àlbum Between the lines, de 1975, que va ser número 1 a Billboard. Ian es va introduir en l'escena folk quan encara era una adolescent a mitjans dels anys 60. Molt activa musicalment en aquella dècada i en la dels 70, ha continuat gravant al segle XXI. Ha guanyat dos Grammy, el primer el 1975 per At Seventeen i el segon el 2013 al Millor Àlbum Parlat, per a la seva autobiografia, Society's Child (gairebé 40 anys més tard).És també columnista de premsa i autora de ciència-ficció.

## Biografia
Nascuda a la ciutat de Nova York, va créixer a Nova Jersey, en una granja, i va assistir al East Orange High School a East Orange, Nova Jersey i al New York City High School of Music & Art. Els seus pares, Victor, professor de música i Pearl, regentaven un campament d'estiu al nord de l'Estat de Nova York.
Quan era una nena, Ian va admirar el treball dels pioners del folk com Joan Baez i Odetta. Comença amb lliçons de piano a l'edat de sis o set anys i durant la seva adolescència havia après a tocar l'orgue, l'harmònium, el corn francès, la flauta i la guitarra. A l'edat de 12 anys escriu la seva primera cançó, "Hair of Spun Gold," que va ser publicada a la revista folk Broadside i que més tard enregistraria a l'àlbum de debut. El 1964 canvia legalment el seu nom a Janis Ian.

## Carrera musical
A l'edat de 13 anys, Ian va escriure i va cantar el seu primer hit, "Society's Child (Baby I've Been Thinking)", sobre un idil·li interracial prohibit per la mare d'una noia i mal vist pels seus amics i professors. Produït per George "Shadow" Morton i publicat tres vegades entre 1965 i 1967, finalment va ser un hit nacional a la seva tercera publicació després que Leonard Bernstein ho va presentar en un programa de la CBS TV, titulat Inside Pop: The Rock Revolution.
El tema de la cançó va ser considerat tabú per algunes estacions radiofòniques i ho van retirar de les seves llistes consegüentment. A la seva autobiografia de 2008 Society's Child, Ian recorda rebre cartes d'odi i amenaces de mort com a resposta a la cançó. L'estiu de 1967, el tema va arribar al núm. 14 en la Llista Billboard 100, el single va vendre 600,000 còpies i l'àlbum 350,000.
El seu èxit més gran als Estats Units va ser la cançó, "At Seventeen", un amarg comentari de la crueltat adolescent, la il·lusió de popularitat i l'angoixa d'aquesta edat, reflectit des de la perspectiva d'una persona de 24 anys. Va ser publicada el 1975. rebent una enorme aclamació de crítics i compradors. El 1975 guanya el Grammy per Best Pop Vocal Performance - Female, batent a Linda Ronstadt, Olivia Newton-John i Helen Reddy. L'àlbum, Between the lines, va ser també un èxit i va aconseguir el núm.1 de vendes a Billboard amb més d'un milió de còpies en els Estats Units. Com a anècdota, el dia de Sant Valentí de 1977, Ian va rebre 461 felicitacions, ja que havia indicat a la lletra de "At seventeen" que mai n'havia rebut cap com a adolescent.
"Flight too high" (1979), produït pel productor de música de discoteca Giorgio Moroder, va ser la contribució de Ian a la banda sonora de la pel·lícula de Jodie Foster Foxes i va ser també inclòs el 1979 a l'àlbum d'Ian Night Rains. Va ser un hit en molts països, incloent Sud-àfrica, Bèlgica, Austràlia, Israel i Holanda.
Un altre país on Ian ha aconseguit un nivell alt de popularitat és Japó: Ian va tenir dos "Top 10 singles" a la llista Oricon pels temes "Love is blind" el 1976 i "You are love (Toujours gai mon cher)" el 1980. L'àlbum d'Ian Aftertones va coronar la llista Oricon d'àlbums a l'octubre de 1976. "You are love (Toujours Gai Mon Cher)" és la cançó de la pel·lícula de Kinji Fukasaku 1980 Virus.
El seu contracte amb CBS va ser cancel·lat el 1982, amb tres àlbums pendents de produir, a causa de la baixada de les vendes i va romandre alguns anys sense contracte discogràfic.
De 1982 a 1992, Ian va continuar escrivint cançons, sovint en col·laboració amb el seu company d'aquella època Kye Fleming, les quals han estat interpretades per, entre d'altres, Amy Grant, Bette Midler i Marti Jones. Publica el seu àlbum Breaking Silence el 1993, sortint de l'armari com a lesbiana.
L'àlbum Folk Is The New Black va ser publicat conjuntament pels segells Rude Girl i Cooking Vinyl el 2006.
Altres artistes han gravat les composicions d'Ian, incloent Roberta Flack, qui va tenir un hit el 1973 amb la cançó "Jesse" d'Ian. La versió pròpia d'Ian està inclosa a l'àlbum de 1974 Stars (la cançó també ha estat versionada per Shirley Bassey, Cher, Nina Simone i Barbara Cook). Continua actuant en l'actualitat i ha fet una ronda de concerts al Regne Unit el 2014 i una sèrie d'aparicions als Estats Units després.

## Escrivint, editant, actuant
Ian escriu ciència-ficció des de 2001. Els seus contes han estat publicats en antologies i ella ha coeditat amb Mike Resnick, l'antologia: Stars, les històries originals basades en les seves cançons, publicada en 2003 (ISBN 978-0-7564-0177-1). Ocasionalment assisteix a convencions de ciència-ficció.
Ian ha estat una columnista habitual i encara contribueix a la revista de notícies The Advocate. Té una selecció de les seves columnes disponibles en al seu lloc web.
El 24 de juliol de 2008 Ian publica la seva autobiografia Society's Child (Penguin Tarcher) que rep un bon acolliment de la crítica. Va acompanyada amb un CD doble que reuneix les seves cançons més estimades.

## Vida personal
Ian es va casar amb el cineasta portuguès Tino Sargo el 1978 i es van divorciar el 1983. Els detalls de l'abús físic i emocional de Sargo apareixen a l'autobiografia d'Ian. Després de traslladar-se a Nashville, coneix a Patricia Snyder el 1989. Ian va sortir de l'armari com a lesbiana el 1993 amb la publicació del seu àlbum Breaking Silence. Snyder i Ian es van casar a Toronto el 27 d'agost de 2003. Ian té una fillastra i dos nets amb Snyder.

## Discografia
Àlbums
- Janis Ian (1967) #29 US (Verve)
- For All the Seasons of Your Mind (1967) #179 US (Verve)
- The Secret Life of J. Eddy Fink (1968) (Verve)
- Who Really Cares (1969) (Verve)
- Present Company (1971) #223 US (Capitol)
- Stars (1974) #83 US, #63 (Columbia)
- Between the Lines (1975) #1 US, #4 Canada, #22 Japan (Columbia, Festival)
- Aftertones (1976) #12 US, #81 Canada, #1 Japan (Columbia)
- Miracle Row (1977) #45 US, #26 Japan (Columbia)
- Janis Ian (1978) (Columbia)
- Night Rains (1979) (Columbia)
- Restless Eyes (1981) #156 US (Columbia)
- Uncle Wonderful (1983) (Rude Girl)
- Breaking Silence (1992) (Morgan Creek)
- Simon Renshaw Presents: Janis Ian Shares Your Pain (1995) (Rude Girl) (not released until 12.09)
- Revenge (1995) (Rude Girl)
- Hunger (1997) (Windham Hill/Rude Girl)
- God & the FBI (2000) (Windham Hill/Rude Girl)
- Lost Cuts 1 (2001) (Rude Girl)
- Billie's Bones (2004) (Rude Girl)
- Folk Is the New Black (2006) (Rude Girl)
- Strictly Solo (2014) (Rude Girl) Available only at live shows.

Àlbums de recopilació
- Remember (1978) (orig. JVC Japan, now Rude Girl)
- The Best of Janis Ian (1980) (CBS Benelux)
- My Favourites (1980) (CBS Benelux)
- At Seventeen (1990) (CBS)
- Up 'Til Now (1992) (Sony)
- Society's Child: The Verve Recordings (1995) (Polydor/UMG)
- Live on the Test 1976 (1995) (BBC World Wide)
- Unreleased 1: Mary's Eyes (1998) (Rude Girl)
- The Bottom Line Encore Collection (1999) (Bottom Line Records)
- The Best of Janis Ian (2002) (Festival Australia)
- Live: Working Without a Net (2003) (Rude Girl)
- Souvenirs: Best of 1972–1981 (2004) (Rude Girl)
- Unreleased 2: Take No Prisoners (2006) (Rude Girl)
- Unreleased 3: Society's Child (2006) (Rude Girl)
- Ultimate Best (2007) (JVC Victory)
- Best of Janis Ian: Autobiography Collection (2008) (Rude Girl)
- The Essential Janis Ian (Sony worldwide)

Singles
| Any  | Títol                                           | U.S. Billboard | U.S. Cash Box | U.S. A/C | Kent Music Report (Australia) | UK | JPN |
| ---- | ----------------------------------------------- | -------------- | ------------- | -------- | ----------------------------- | -- | --- |
| 1967 | "Society's Child (Baby I've Been Thinking)"     | 14             | 13            | –        | –                             | –  | –   |
| 1967 | "Insanity Comes Quietly to the Structured Mind" | 109            | 82            | –        | –                             | –  | –   |
| 1974 | "The Man You Are in Em"                         | 104            | 105           | 33       | –                             | –  | –   |
| 1975 | "When the Party's Over"                         | –              | 112           | 20       | –                             | –  | –   |
| 1975 | "At Seventeen"                                  | 3              | 1             | 1        | 23                            | –  | –   |
| 1975 | "In the Winter"                                 | –              | 97            | 21       | –                             | –  | –   |
| 1976 | "Boy I Really Tied One On"                      | –              | –             | 43       | –                             | –  | –   |
| 1976 | "I Would Like to Dance"                         | –              | –             | 28       | –                             | –  | –   |
| 1976 | "Roses"                                         | –              | –             | 37       | –                             | –  | –   |
| 1976 | "Love Is Blind"                                 | –              | –             | –        | –                             | –  | 1   |
| 1976 | "Between the Lines"                             | –              | –             | –        | –                             | –  | 90  |
| 1977 | "Will You Dance?"                               | –              | –             | –        | –                             | –  | 40  |
| 1978 | "That Grand Illusion"                           | –              | –             | 43       | –                             | –  | –   |
| 1979 | "Fly Too High"                                  | –              | –             | –        | –                             | 44 | –   |
| 1980 | "You Are Love"                                  | –              | –             | –        | –                             | –  | 10  |
| 1980 | "The Other Side of the Sun"                     | –              | –             | 47       | –                             | 44 | –   |
| 1981 | "Under the Covers"                              | 71             | 79            | –        | –                             | –  | –   |
| 2010 | "Every Woman's Song" (with Angela Aki)          | –              | –             | –        | –                             | –  | 53  |

DVDs
- Live at Club Cafe (2005) (Rude Girl)
- Janismania (2005) (Rude Girl)
- Through the Years: A Retrospective (2007) (Rude Girl)
- Janis Ian '79: Live in Japan & Australia (2008) (Rude Girl)